# Martin Potůček
Martin Potůček (* 2. září 1948 Praha) je český vysokoškolský pedagog, analytik veřejné a sociální politiky, konzultant a publicista. Působí na Institutu sociologických studií Fakulty sociálních věd Univerzity Karlovy.
Zaměřuje se na zkoumání procesů formování a realizace veřejné a sociální politiky v České republice a dalších postkomunistických zemí se zaměřením na regulační funkce trhu, státu, neziskového sektoru a médií, na problémy reformy veřejné správy a evropské integrace. V minulosti se se svými spolupracovníky věnoval zpracování vizí a strategií pro český stát, v posledních letech se zaměřuje na problematiku formování české sociální politiky a důchodové reformy. Klidným jej nenechávají ani civilizační ohrožení způsobená deficity globálního vládnutí.

## Dětství a studia
Narodil se v Praze, studoval na Masarykově univerzitě v Brně filozofii, matematiku, politologii a sociologii. V roce 1976 zde získal titul PhDr. V roce 1989 absolvoval externí aspiranturu v oboru Teorie řízení a plánování na Vysoké škole ekonomické v Praze. Po listopadu 1989 studoval evropskou sociální politiku na London School of Economics and Political Science (1990/91) a absolvoval několik delších stáží a přednáškových pobytů jako stipendista Eisenhower Exchange Fellowships v USA (1992), na univerzitách v Oxfordu (1993, 1994), v Univerzitě v Kostnici (1997–2008), na Institutu pro humanitní studia ve Vídni (1998), na Středoevropské univerzitě v Budapešti (1998–2000) a na Hertie School of Governance v Berlíně (2014).

## Pracovní a akademická kariéra
Do roku 1989 působil jako výzkumný pracovník nejprve v Oddělení komplexního modelování Sportpropag a později na Ústavu sociálního lékařství a organizace zdravotnictví v Praze. V něm pracoval na zpracování prognózy rozvoje péče o zdraví lidu a také na výzkumu uplatnění lidského potenciálu ve společnosti. Tato témata zpracovával především v kooperaci s Miroslavem Purkrábkem.
Od roku 1990 působí na Fakultě sociálních věd Univerzity Karlovy v Praze. V roce 1992 se zde habilitoval v oboru sociologie (titul docent) a v roce 1998 byl prezidentem Václavem Havlem jmenován prvním profesorem nově ustaveného oboru Veřejná a sociální politika. Mezi roky 1994–2003 vykonával funkci ředitele Institutu sociologických studií a od roku 2000 do roku 2018 vedl Centrum pro sociální a ekonomické strategie. Od roku 2016 předsedá Výboru pro Cenu Josefa Vavrouška, jehož členem je od založení této ceny v roce 1995. 

## Občanské a politické aktivity, členství v organizacích
V letech 1998–2006 působil jako poradce ministrů práce a sociálních věcí a v letech 2002–2004 a 2014-2017 jako poradce předsedů vlád České republiky.[zdroj?]
V letech 1999 až 2004 působil ve funkci 1. místopředsedy Rady pro výzkum a vývoj vlády ČR. V letech 2004-2005 a 2008-2010 byl členem Odborné komise pro společenské a humanitní vědy Rady pro výzkum, vývoj a inovace vlády ČR. Je členem několika vědeckých a redakčních rad. V roce 1995 byl zvolen do funkce předsedy (1994 a 1996 místopředsedy) Masarykovy české sociologické společnosti a v roce 1997 do funkce člena řídícího výboru Network of Institutes and Schools of Public Administration in Central and Eastern Europe. V letech 2000–2002 působil ve funkci prezidenta této mezinárodní nevládní organizace. V letech 2002–2008 byl stálým hostujícím profesorem na univerzitě v německé Kostnici. V roce 2003 obdržel mezinárodní ocenění Sri Chinmoye Lifting Up the World With a Oneness-Heart a v květnu stejného roku převzal Cenu Aleny Brunovské, kterou uděluje mezinárodní asociace NISPAcee za vynikající výkony ve výuce v oblasti veřejné správy. V letech 2014-2017 vedl vládní Odbornou komisi pro důchodovou reformu Archivováno 27. 12. 2017 na Wayback Machine.. V roce 2018 obdržel stříbrnou pamětní medaili Univerzity Karlovy.
V květnu 2012 ohlásil svou kandidaturu do Senátu ve volebním obvodu 23 (Praha 8, Letňany, Čakovice, Ďáblice, Březiněves, Dolní Chabry) jako nezávislý nestranický kandidát s podporou Strany zelených, ČSSD a KDU-ČSL. Do druhého kola voleb nepostoupil, když za Filipiovou zaostal o 98 hlasů a o 198 hlasů za komunistou Jiřím Dolejšem. Před druhým kolem voleb překvapivě podpořil Dolejše.
V roce 2017 obdržel pamětní medaili obce Žeranovice za péči o památník rodu Potůčků - větrných mlynářů na místní samotě Větřák.
Potůček je nestraník.

### Knižní publikace, kapitoly v knihách - výběr / Monographs, books' chapters - selection
- Potůček, M.: Nejen trh. Role trhu, státu a občanského sektoru v proměnách české společnosti. Sociologické nakladatelství, Praha 1997. 188 s. ISBN 80-85850-26-5
- Potůček, M.: Analýza vývoje, neuralgických bodů a rozvojových příležitostí české sociální politiky po roce 1989. Studie. Nadání Josefa Hlávky, Praha 1998, 226 s.
- Potůček, M.: Křižovatky české sociální reformy. Sociologické nakladatelství, Praha 1999. 320 s. ISBN 80-85850-70-2
- Potůček, M.: Not Only the Market. CEU Press, Budapešť 1999. 146 p. ISBN 963-9116-51-3
- Potůček, M. a kol: Vize rozvoje České republiky do roku 2015. (Vision of the development of the Czech Republic till 2015.) Gutenberg, Praha 2001. 245 s. ISBN 80-86349-02-0
- Potůček, M. a kol: Průvodce krajinou priorit pro Českou republiku. Gutenberg, Praha 2002.
- Potůček, M. a kol: Putování českou budoucností. Gutenberg Praha 2003.
- Potůček, M. a kol: Zpráva o lidském rozvoji. Česká republika 2003. MJF Praha 2003. (In English: Human Development Report. Where do we come from, what are we, and where we are going?)
- Potůček, M. et al.: Millennium Development Goals. Reducing Poverty and Social Exclusion. Czech Republic. UNDP a CESES, Bratislava 2004. (Česky: Rozvojové cíle tisíciletí. Cesta ke snižování chudoby a sociálního vyloučení.)
- Potůček, M. a kol.: Strategické vládnutí a Česká republika. Grada, Praha 2007.
- Potůček, M. Metamorphoses of welfare states in Central and Eastern Europe. In: Seeleib-Kaiser, M. (ed.) Welfare state transformations: comparative perspectives. 1st ed. Basingstoke: Palgrave Macmillan, 2008, pp. 79–95. ISBN 978-0-230-20578-9.
- Potůček, M. et al.: Strategic governance and the Czech Republic. 1. vyd. Karolinum, Praha 2009. 196 s. ISBN 978-80-246-1681-0.
- Ochrana, F.–Drhová, Z.–Frič, P.–Nekola, M.–Novotný, V.–Potůček, M.–Rašek, A.–Simonová, J.–Veselý, A.: Strategické řízení ve veřejné správě a přístupy k tvorbě politiky. 1. vyd. Matfyzpress, Praha 2010. 193 s. ISBN 978-80-7378-130-9.
- Potůček, M. Stát na houpačce. Společnost se štěpí. In: Frič, P., Veselý, A. (eds.): Riziková budoucnost: devět scénářů vývoje české společnosti. Matfyzpress, Praha 2010, s. 29-33; s. 52-55. ISBN 978-80-7378-110-1.
- Balabán, M.–Potůček, M.: Aktuální stav a perspektivy globálního vládnutí a jeho nezápadní aktéři. In: Balabán, M.–Rašek, A.: Nezápadní aktéři světové bezpečnosti. Karolinum, Praha 2010, s. 9–16. ISBN 978-80-246-1721-3.
- Ochrana, F.–Drhová, Z.–Frič, P.–Nekola, M.–Novotný, V.–Potůček, M.–Rašek, A.–Simonová, J.–Veselý, A.: Strategické řízení ve veřejné správě a přístupy k tvorbě politiky. 1. vyd. Matfyzpress, Praha 2010. 193 s. ISBN 978-80-7378-130-9.
- Potůček, M. a kol.: Poznávání budoucnosti jako výzva. Karolinum, Praha 2010. ISBN 978-80-246-1897-5.
- Potůček, M.: Cesty z krize. Sociologické nakladatelství, Praha 2011. ISBN 978-80-7419-057-5.
- Potůček, M. Discourses on social rights in the Czech Republic. In: Evers, A., Guillemard, A. M. (ed.) Social policy and citizenship: the changing landscape. New York: Oxford University Press 2012. s. 335-358. ISBN 978-0-19-975404-5.
- Potůček, M. Případová studie 3 Senátní volby ve volebním obvodu 23 v roce 2012 v ČR. In: Štědroň, B., Potůček, M., Prorok, V., Landovský, J. Politika a politický marketing. Praha: C. H. Beck 2013. s. 163-176. ISBN 978-80-7400-448-3.
- Potůček, M. A New Social Contract: The Key to European integration’s Political Legitimacy. In: Zudová-Lešková Z., Voráček, E. a kol. Theory and Practice of Welfare State in 20th Century. Praha: Historický ústav AV ČR 2014. pp. 136–145. ISBN 978-80-7286-216-0.
- Potůček, M. Program to Enhance Human Potential vs. Socio-Political Reality. In: Zudová-Lešková Z., Voráček, E. a kol. Theory and Practice of Welfare State in 20th Century. Praha: Historický ústav AV ČR 2014. pp. 549–559. ISBN 978-80-7286-216-0.
- Potůček, M., Rudolfová, V. The Role of Politicians and Experts in the Preparation of the Czech Pension Reform. In: Sánches-Cabeduzo, S. S., López Peláez, A. (Eds.) The Ailing Welfare State. 2017. Navarra: Thomson Reuters Aranzadi. pp. 165–190. ISBN 978-84-9135-455-0.
- Potůček, M. Public policy in the Czech Republic: historical development and its current state. In: Veselý, A., Nekola, M., Hejzlarová E. M. Policy Analysis in the Czech Republic. 2016. Bristol, Chicago: Policy Press. pp. 17 – 34. ISBN 978-1-44731-814-9.
- Potůček, M. České důchody. 2018. Praha, Nakladatelství Karolinum. 182 s. ISBN 978-80-246-4236-9, ISBN 9788024642437 (pdf), ISBN 9788024642451 (epub), ISBN 9788024642444 (mobi).
- Mlčoch, L., M. Potůček, J. Kameníček. 2022. Ekonomie, ekologie, veřejná politika, eudaimonia. Lidské hodnoty a problémy rozvoje civilizace. Praha: Nakladatelství Karolinum. Řada Environmentální texty 4. ISBN 978-80-246-5100-2; . ISBN 978-80-246-5140-8 (pdf)
- Potůček. M. 2022. Anatomie komunismu. Skutečný příběh jedné rodiny. Praha: Karolinum. ISBN 978-80-246-5171-2; ISBN 978-80-246-5230-6 (pdf)

### Učebnice - výběr / Textbooks - selection
- Potůček, M.: Sociální politika. Sociologické nakladatelství, Praha 1995. 142 s.
- Potůček, M.: Trh, demokracie a sociální politika, Demokracie a ústavnost. Karolinum, Praha 1996, s. 207-219. (2. vydání. Karolinum, Praha 1999, s. 245–258.)
- Potůček, M.–LeLoup, L.–Jenei G.–Váradi L.: Public Policy in Central and Eastern Europe: Theories, Methods, Practices. NISPAcee, Bratislava 2003.
- Potůček, M. a kol.: Veřejná politika. Sociologické nakladatelství, Praha 2005, 2010. 396 s
- Potůček, M. a kol. Veřejná politika. 1. vyd. Praha: C. H. Beck, 2016, ISBN 978-80-7400-591-6.
- Potůček, M. et al. Public Policy. Prague: Karolinum Press, 2017, ISBN 978-80-246-3556-9, ISBN 978-80-246-3570-5 (pdf).
- Potůček, M. Úvod do veřejné politiky, 2019. In: Novák, Miroslav et al.: Úvod do studia politiky. Praha, Sociologické nakladatelství, s. 398-432. ISBN 9788074192630. Reedice 2023.

### Editorství knih - výběr / Books' edition - selection
- Potůček, M.–Radičová, I. (eds.): Sociální politika v Čechách a na Slovensku po roce 1989. Karolinum, Praha 1998. ISBN 80-7184-622-8.
- Potůček, M. (ed.): Česká společnost na konci tisíciletí I, II. Sborník z mezinárodní konference k 650. výročí založení Univerzity Karlovy. Karolinum, Praha 1999. ISBN 80-7184-825-5
- Potůček, M. (ed.): The Capacity to Govern in Central and Eastern Europe. NISPAcee, Bratislava 2004. ISBN 80-89013-17-1
- Potůček, M. (ed.): Manuál prognostických metod. Sociologické nakladatelství, Praha 2005.
- Potůček, M.–Scheffler, R. (eds.): Mental health care reform in the Czech and Slovak Republics, 1989 to the present. Karolinum, Praha 2008. 258 s. ISBN 978-80-246-1466-3.
- Potůček, M.–Musil, J.–Mašková, M. (eds.): Strategické volby pro Českou republiku, teoretická východiska. Sociologické nakladatelství, Praha 2008. 375 s. ISBN 978-80-86429-86-1.
- Potůček, M. (ed.): Capacities of governance in the Czech Republic. Matfyzpress, Praha 2008. 198 s. ISBN 978-80-7378-038-8.
- Potůček, M.–Mašková, M. (eds.): Česká republika – trendy, ohrožení, příležitosti. Karolinum, Praha 2009. 364 s. ISBN 978-80-246-1655-1.
- Veselý, A.–Frič, P.–Balabán, M.–Benáček, V.–Nekola, M.–Nekolová, M.–Ochrana, F.–Rašek, A.–Potůček, M.–Kloudová, J.: Riziková budoucnost: devět scénářů vývoje české společnosti. Matfyzpress, Praha 2010. 93 s. ISBN 978-80-7378-110-1.